# Moving Heroes
Moving Heroes — немецкий поп-рок проект. Проект базируется в Гамбурге. В записи материала группы принимает участие команда Дитера Болена, который является выпускающим продюсером проекта. Их дебютный альбом Golden Times получил в России статус «золотого».

## История группы
Группа Moving Heroes (Действующие Герои) была основана двоюродными сестрами Элан и Дженир, когда в 12 лет они загорелись идеей писать и исполнять свои песни. Изначально группа называлась Number One (Номер 1).
В семьях девушек никто не имел отношения к музыке, но с пяти лет Дженир уже занималась игрой на фортепиано и фигурным катанием. Её родители, мама - инженер, папа - летчик, всячески поддерживали её интерес к искусству. К тому же сам отец играл на аккордеоне и отлично пел. Родители Элан, также инженеры, просто радовались тому, что их ребенок поет с трех-летнего возраста, запоминая на лету все популярные шлягеры.
Дженир начинает писать песни с 11 лет, первая из них называлась Биение Сердца. Группа Number One становится школьной знаменитостью и с удовольствием выступает на праздниках и школьных вечеринках, исполняя не только каверы, но и свои песни. Песня Golden Times, вошедшая впоследствии в одноименный первый альбом группы, была написана Дженир в 16 лет. С шестнадцати лет группа начинает выступать в клубах и зарабатывать свои деньги на запись песен и музыкальные инструменты. После окончания школы девушки поступают в Музыкальную Академию по классу вокала и композиции (теории музыки) соответственно.
Группа участвует в музыкальных конкурсах и однажды получает приглашение от одного из членов жюри записать несколько песен в профессиональной студии. Элан и Дженир полностью погружаются в процесс аранжировок, записи и сведения, и сутками напролет проводят в студии звукозаписи, создавая свои новые композиции.
Рассылая свои записи по студиям Германии и Швеции, группа оказывается в одной из лучших студий Гамбурга, в Jeo Park Studio, где и начинается работа над их дебютным альбомом.
13 февраля 2006 года название группы меняется на Moving Heroes. Идея появилась после прослушивания легендарной песни Queen «The Show Must Go On».
В тот же период происходит встреча Moving Heroes с одним из самых известных эстрадных композиторов Германии - Дитером Боленом (Dieter Bohlen). Оценив творческий потенциал группы и её полную самостоятельность, Болен начинает работать с ней как выпускающий саунд-продюсер. В практике Дитера Болена это первый случай, когда он стал работать с артистами, не являясь при этом автором песен. Все песни для альбомов, музыка и тексты, были написаны Дженир.
Первый сингл You are my Angel and my Devil (Ты мой Ангел и мой Дьявол) стартовал в конце мая 2007 года, клип на эту песню появился в ротации на ведущих телеканалах.
Дебютный альбом "Golden Times" (Золотое время) вышел 1 июня 2007 года и по итогам продаж стал "золотым". Синглами с этого альбома были выпущены две песни - You are my angel and my devil и Not good enough (Не достаточно хорошо). После выпуска альбома Moving Heroes дают концерты и участвуют в многочисленных фестивалях.
После успеха дебютного альбома на группу обратила внимание рекорд-компания Sony BMG и в октябре 2008 года Moving Heroes подписали контракт с этим лейблом. Через два месяца в Sony BMG происходит реорганизация, смена директора и топ-менеджмента, и название компании меняется на Sony Music Entertainment.
Второй студийный альбом Moving Heroes "Born to Win" (Рожденные Побеждать) выходит 23 ноября 2009 года и также становится "золотым". Синглами с этого альбома выпускаются Crazy (Сумасшедшие) и Life is Hard (Жизнь Трудна). Видеоклипы на эти песни также находятся в ротации телеканалов. Песня Crazy является самой успешной в дискографии группы.
27 сентября 2010 года выходит DVD "Moving Heroes TV Presents", включивший в себя все видеоклипы группы и выступления на стадионных аренах.
После выпуска второго альбома группа начинает большую гастрольную деятельность. 27 октября 2011 года с успехом состоялся большой сольный концерт Moving Heroes в Ледовом Дворце Санкт-Петербурга.
Весной 2011 года у группы выходит сингл Angel's Dream (Мечта Ангела) и в ротациях появляется клип на эту песню. Группа продолжает записывать материал для третьего альбома и в 2012 году выходит сингл "Danger! Angel...", включивший в себя книгу с фотографиями и новую песню Dangerous and Real (Опасные и настоящие).
Moving Heroes продолжает сотрудничество с Дитером Боленом и на сцене. В 2012 году составляется совместная концертная программа "Dieter Bohlen and Moving Heroes", состоящая из десяти песен Moving Heroes и пятнадцати песен в исполнении самого Болена (Modern Talking и Blue System). Спустя 10 лет после распада Modern Talking Дитер Болен впервые выходит на сцену с большой программой, и с музыкантами Moving Heroes. 17 октября 2012 года в Санкт-Петербурге в БКЗ "Октябрьский" при полном аншлаге они отыграли совместный двухчасовой концерт.
1 января 2013 года у Moving Heroes выходит концертный DVD "Concert at Ice Palace Arena Live". В него вошли 16 песен из 26, исполненных группой на концерте.
1 июня 2013 года на день рождения группы поклонники подарили Элан и Дженир самый уникальный подарок - настоящую звезду в космосе в созвездии Орион с именем "Moving Heroes".
4 апреля 2014 года вышел новый сингл группы под названием Shadow.
Летом 2014 года у Moving Heroes прошел большой клубный тур по европейским городам и странам Балтии и продолжилась работа в студии над следующим альбомом.
29 апреля 2015 года вышел новый сингл группы Dirty Dancing.
11 августа 2017 года вышел очередной сингл группы под названием Alien. Сингл был выпущен в относительно новом и непривычном для российского музыкального рынка формате Memory Stick. 
29 мая 2018 года выходит новый клип группы на песню Dirty Dancing. Одновременно соответствующий сингл переиздается в цифровом формате на российском лейбле "Первое музыкальное издательство", что знаменует начало кампании по продвижению музыки Moving Heroes на российском рынке.

## Состав
- Элан Альден (англ. Elan Alden) — основной вокал;
- Дженир Белоус (англ. Jenier Belous) — автор песен и второй голос группы.

## Дискография

### CD
- 2007 Golden Times
- 2009 Crazy (сингл)
- 2009 Born To Win
- 2010 Life Is Hard (сингл)
- 2010 Born To Win (Ukrainian release)
- 2012 Danger! Angel... (сингл)
- 2014 Shadow (сингл)
- 2015 Dirty Dancing (сингл)

### DVD
- 2010 Moving Heroes TV Presents
- 2012 Concert at Ice Palace Arena Live 27.10.2011

### Digital
- 2011 Angel's Dream (Single)
- 2011 Dangerous And Real (Single)
- 2018 Dirty Dancing (Single)
- 2022 Yesterday (сингл)
- 2022 Never Lonely (сингл)

### Memory Stick
- 2017 Alien (Single)

## Видеография
- 2007 You Are My Angel And My Devil
- 2009 Crazy
- 2009 Crazy Remake
- 2009 You Are My Angel And My Devil New Version
- 2010 Life Is Hard
- 2010 Country Of The Sun
- 2011 Angel's Dream
- 2012 Dangerous And Real
- 2017 Alien
- 2018 Dirty Dancing

## Дополнительные факты
- Концертные выступления Moving Heroes, как правило, включают исполнение различных кавер-версий известных песен. Среди них:

You're My Heart, You're My Soul (Modern Talking)

Brother Louie (Modern Talking)

My Bed Is Too Big (Instrumental) (Blue System)

You Are Not Alone (Michael Jackson)

I Don't Want To Miss A Thing (Aerosmith)

Blue (Eiffel 65)

Personal Jesus (Depeche Mode)
- Релиз "Dirty Dancing" (CD) во многих источниках (в частности discogs) упоминается как компиляция, но технически это сингл с 10-ю бонус-треками.